# تیولکو-تاماک
تیولکو-تاماک (انگلیسی: Tyulko-Tamak) یک شهرک در شهرستان ایگلینسکی استان باشقیرستان کشور روسیه است.